# ジェリカ・ツヴィヤノヴィッチ
ジェリカ・ツヴィヤノヴィッチ（旧姓:željka Grabovac、Жељка Цвијановић、Željka Cvijanović、発音: [ʒêːʎka tsʋijǎːnoʋitɕ]、1967年3月4日 - ）は、ボスニア・ヘルツェゴビナの政治家。父はセルビア人で、母はクロアチア人。現在は同国の大統領評議会でセルビア人の代表及び評議会議長を務めている。2018年から3年間、スルプスカ共和国の大統領を務めていた。

## 経歴
1967年、ユーゴスラビア社会主義連邦共和国、ボスニア・ヘルツェゴビナ社会主義共和国の町テスリッチに生まれた。サラエボ大学人文科学部やバニャ・ルカ大学哲学部及法学部を卒業。バニャ・ルカ大学では「EUの国際的および法的地位」に関する論文で、外交の修士号を取得。卒業後は英語教師として勤務していた。
ボスニア・ヘルツェゴビナの欧州連合監視ミッションの英語通訳者及び外交アドバイザーを務めた。2010年から2014年まではスルプスカ共和国国民議会欧州統合・地域協力委員会の専門家兼外部委員、同時に2010年から2013年まではスルプスカ共和国経済担当大臣を務めた。2013年にはスルプスカ共和国首相に就任。2014年ボスニア・ヘルツェゴビナ総選挙で大統領評議会セルビア人代表候補に立候補したが、ムラデン・イヴァニッチに敗れた。2018年にはスルプスカ共和国大統領に当選した。
2018年に就任した際はイギリスのリズ・トラス外相（当時）から「ツヴィヤノヴィッチとドティク大統領の2人はウラジーミル・プーチンの激励で行った無謀な行為が苦労して得たボスニア・ヘルツェゴビナの平和を故意に弱体化させている」と非難。
2022年にユーゴスラビア独立以来、女性初の大統領評議会メンバー及び議長として選出された